# ゲイリー・トビアン
ゲイリー・ミルバーン・トビアン (Gary Milburn Tobian、1935年8月14日 -) はアメリカの元飛び込み選手。1956年と1960年のオリンピックに出場し、1960年の大会の3m飛板飛び込みで金メダル、2大会の10m高飛び込みで銀メダルを獲得した。アメリカ大学協会 (AAU) の高飛び込みにおいて6つものタイトルを持ち、飛板飛び込みでも1958年にAAUで、1959年にパンアメリカン競技大会で優勝している。1978年に国際水泳殿堂入りをしている。
実業家としても成功した。オリンピックに出場した競泳選手マーリー・シュライバーと結婚したが、後に離婚している。